# Véronique Lapides
Véronique Lapides, est présidente du Collectif Vigilance-Franklin , qu'elle a créé en 2000 avec Sylvie Drujeon d'Astros et d'autres parents d'élèves, après avoir observé un nombre élevé de cancers parmi les enfants fréquentant l’école maternelle Franklin Roosevelt, construite à Vincennes sur une partie du site de l'ancienne usine chimique de la société Kodak.

## Biographie
Formée par le toxicologue français Henri Pézerat, elle remarque que des cancers rares touchent aussi les riverains habitant sur cette friche industrielle. À partir de 2001, elle est la principale locomotive de l'Affaire des cancers pédiatriques de Vincennes, en participant aux Comités de suivi de l'étude environnementale réalisée sur place.
Elle rejoint les lanceurs d'alerte de la Fondation Sciences Citoyennes  et participe à l'élaboration du livre Alertes Santé de Dorothée Benoit-Browaeys et André Cicolella, chercheur en santé environnementale à l'Institut national de l'environnement industriel et des risques et des risques (INERIS).
En 2006, pour avoir distribué un tract aux côtés des salariés du MINEFI qui refusaient de s'installer sur un site pollué, elle fait l'objet d'une plainte en diffamation de la part du maire de Vincennes, mis en cause dans ce tract. Elle est alors soutenue par la Fondation Sciences Citoyennes qui met en ligne une pétition de soutien qui recueille plus de 11 000 signatures sur son site internet.
Le maire de Vincennes est débouté par le tribunal de Créteil en juillet 2008.
Véronique Lapides a longtemps continué à demander la dépollution du site de Vincennes. Depuis fin 2009, son Association n'a pas de réponse des autorités sanitaires, sur les questions posées par la surveillance toujours en cours du site et l'extension de la pollution en dehors du périmètres de risque.
En 2009, Véronique Lapides et son association ont rejoint le Réseau Environnement Santé (RES). Elle fait un travail de prévention avec les autorités sanitaires dans le cadre d'autres sites pollués.